# Эскадренные миноносцы типа «Дюперре»
Тип «Дюперре» (фр. Classe Duperré) — серия французских эсминцев 1950-х годов. Были созданы как Проект T 53 и являлись улучшенной версией эсминцев типа «Сюркуф», с усиленным радиолокационным и противолодочным вооружением, за счёт ослабления торпедного.

## Строительство
В 1954—1958 годах были построены пять кораблей этого типа, запланированный шестой же, «Ла Галисоньер», был завершён по изменённому проекту.

## Служба
Головной корабль серии, «Дюперре», с 1967 года был переклассифицирован в опытовое судно для испытания новых гидролокаторов, а в дальнейшем, после проведённого в 1972—1974 годах переоборудования в эсминец УРО, оставался на вооружении дольше остальных, будучи списан только в 1992 году. Остальные же корабли этого типа, устаревшие в связи с отсутствием ракетного вооружения, несмотря на проведённую в 1969—1971 годах модернизацию, были сняты с вооружения в 1973—1979 годах.

## Представители
| Название                   | Номер | Судоверфь           | Закладка      | Спуск на воду   | Вступление в строй | Судьба                                                         |
| -------------------------- | ----- | ------------------- | ------------- | --------------- | ------------------ | -------------------------------------------------------------- |
| Дюперре Duperré            | D 633 | Лориентский арсенал | ноябрь 1954   | 23 июня 1956    | 8 октября 1957     | опытовое судно с 1967, снят с вооружения в 1992, пущен на слом |
| Ла Бурдонне La Bourdonnais | D 634 | Брестский арсенал   | август 1954   | 15 октября 1955 | 3 марта 1958       | снят с вооружения в 1976, пущен на слом                        |
| Форбин Forbin              | D 635 | Брестский арсенал   | август 1954   | 15 октября 1955 | 1 февраля 1958     | УТС с 1973, снят с вооружения в 1981, пущен на слом            |
| Тартю Tartu                | D 636 | AC Bretagne         | ноябрь 1954   | 2 декабря 1955  | 5 февраля 1958     | снят с вооружения в 1979, пущен на слом                        |
| Жорегиберри Jauréguiberry  | D 637 | FC de la Gironde    | сентябрь 1954 | 5 ноября 1955   | 15 июля 1958       | снят с вооружения в 1977, потоплен как мишень                  |